# Bílek (Nouzov)
Bílek je rybník nacházející se na severu vsi Nouzov v okrese Nymburk. Napájí ho Smíchovský potok, který přitéká z východu. Odtéká na západě a pokračuje do Komárovského rybníka. Rybník je tvaru protáhlé nudle. Na hrázi má šířku 108 metrů. Délka činí asi 660 m. Po jeho hrázi vede asfaltová cesta. Pod hrází se nacházejí sádka. Rybník je součástí ptačí oblasti Rožďalovické rybníky.

## Galerie

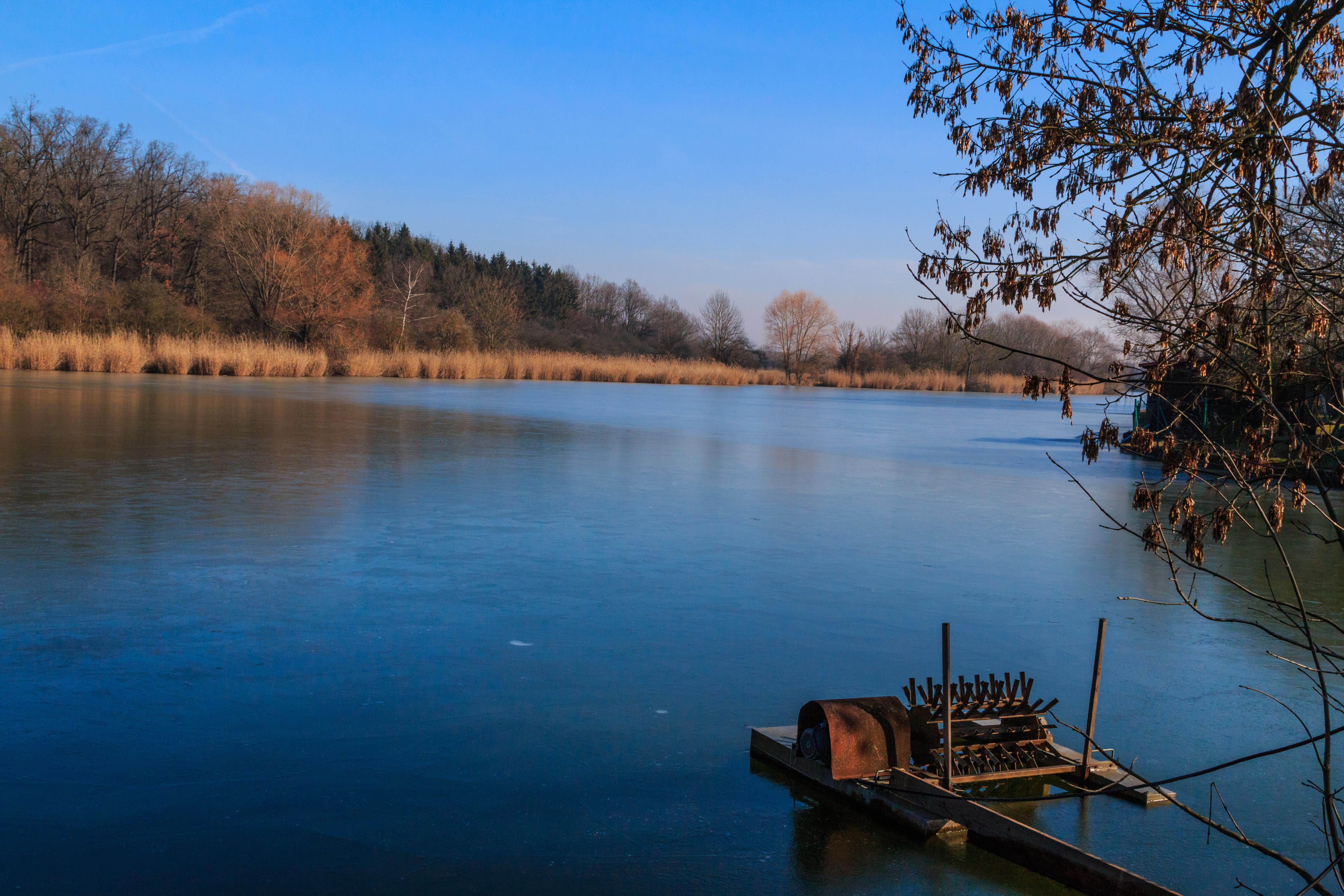
Rybník Bílek u Malého Nouzova
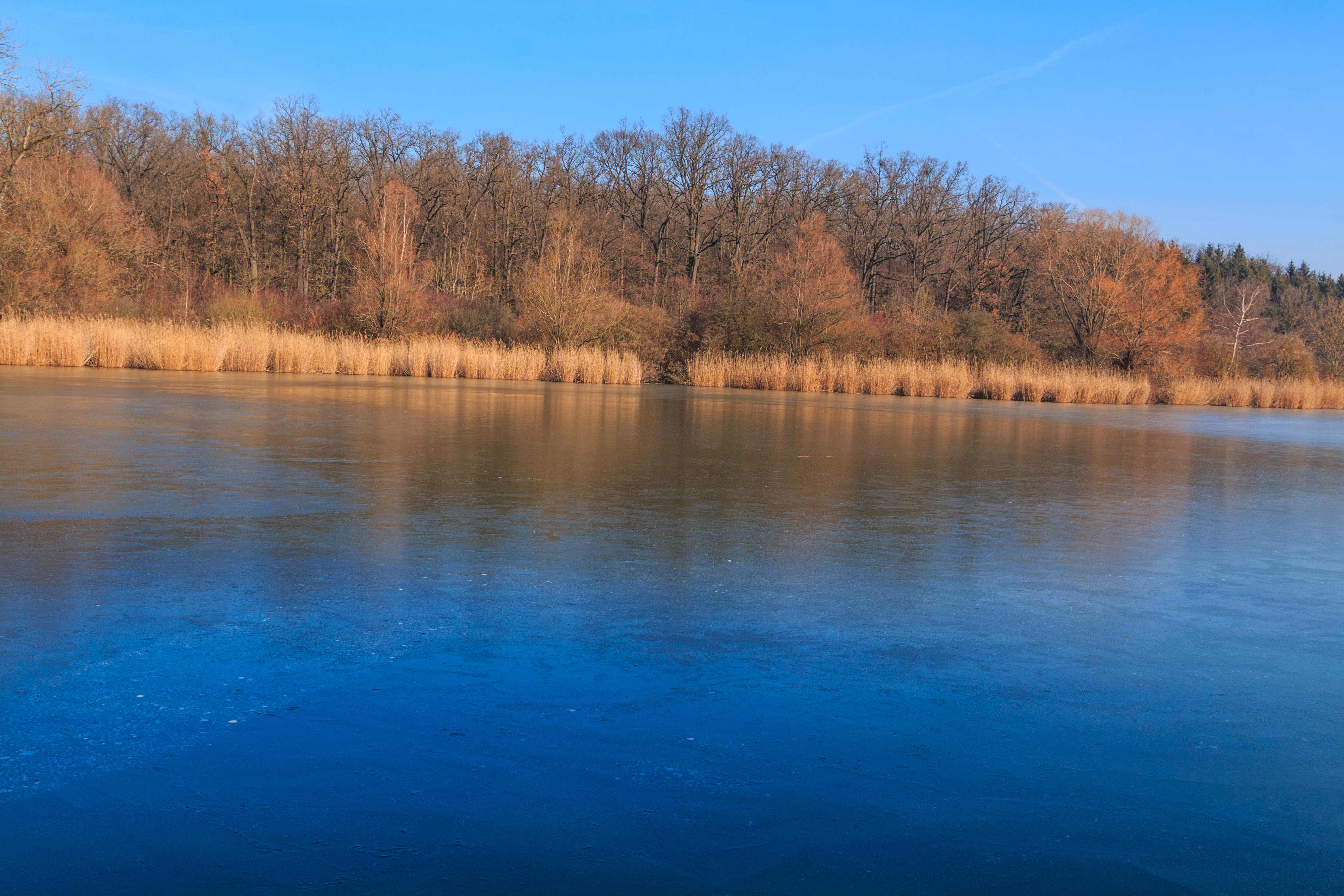
Rybník Bílek u Malého Nouzova
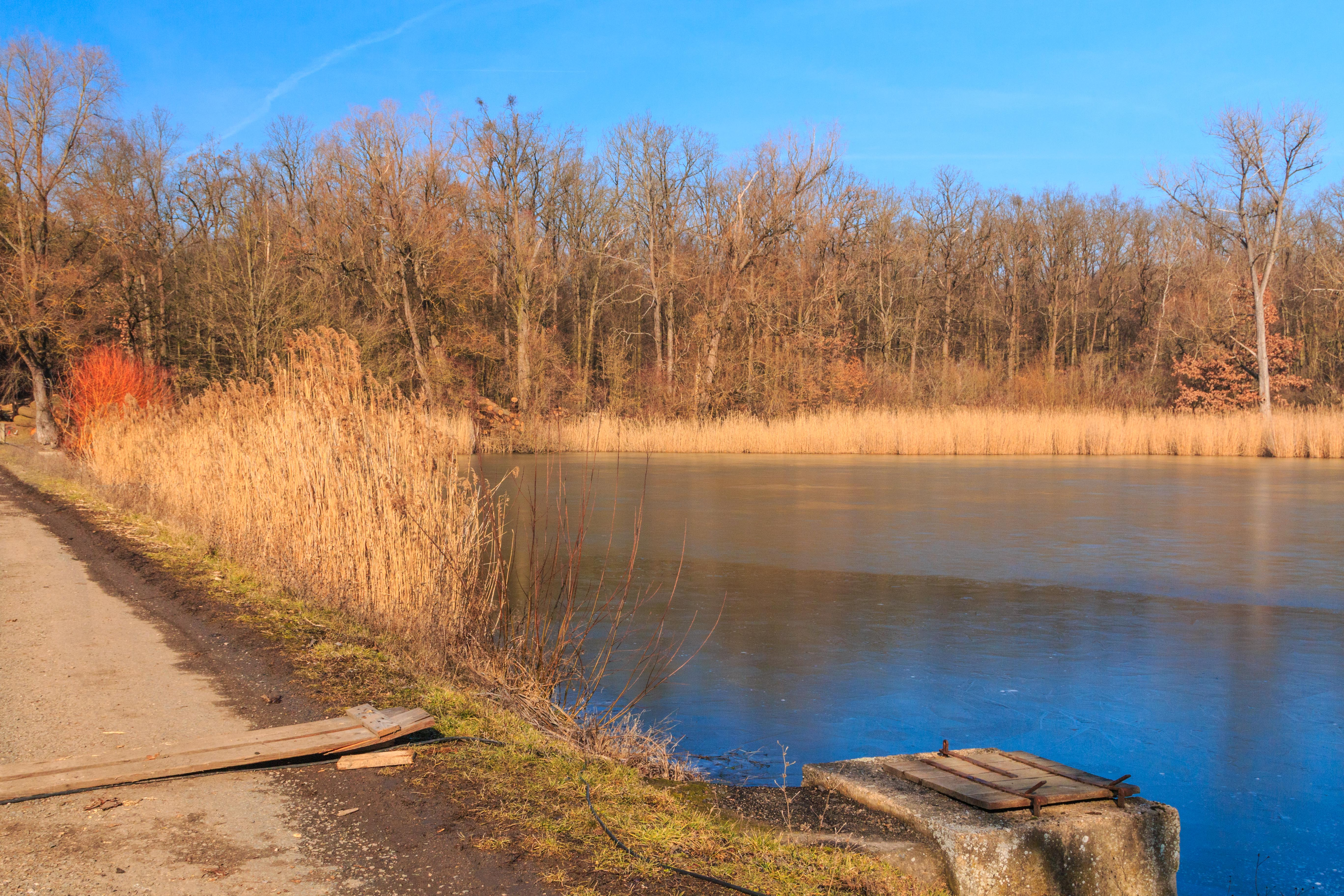
Rybník Bílek u Malého Nouzova
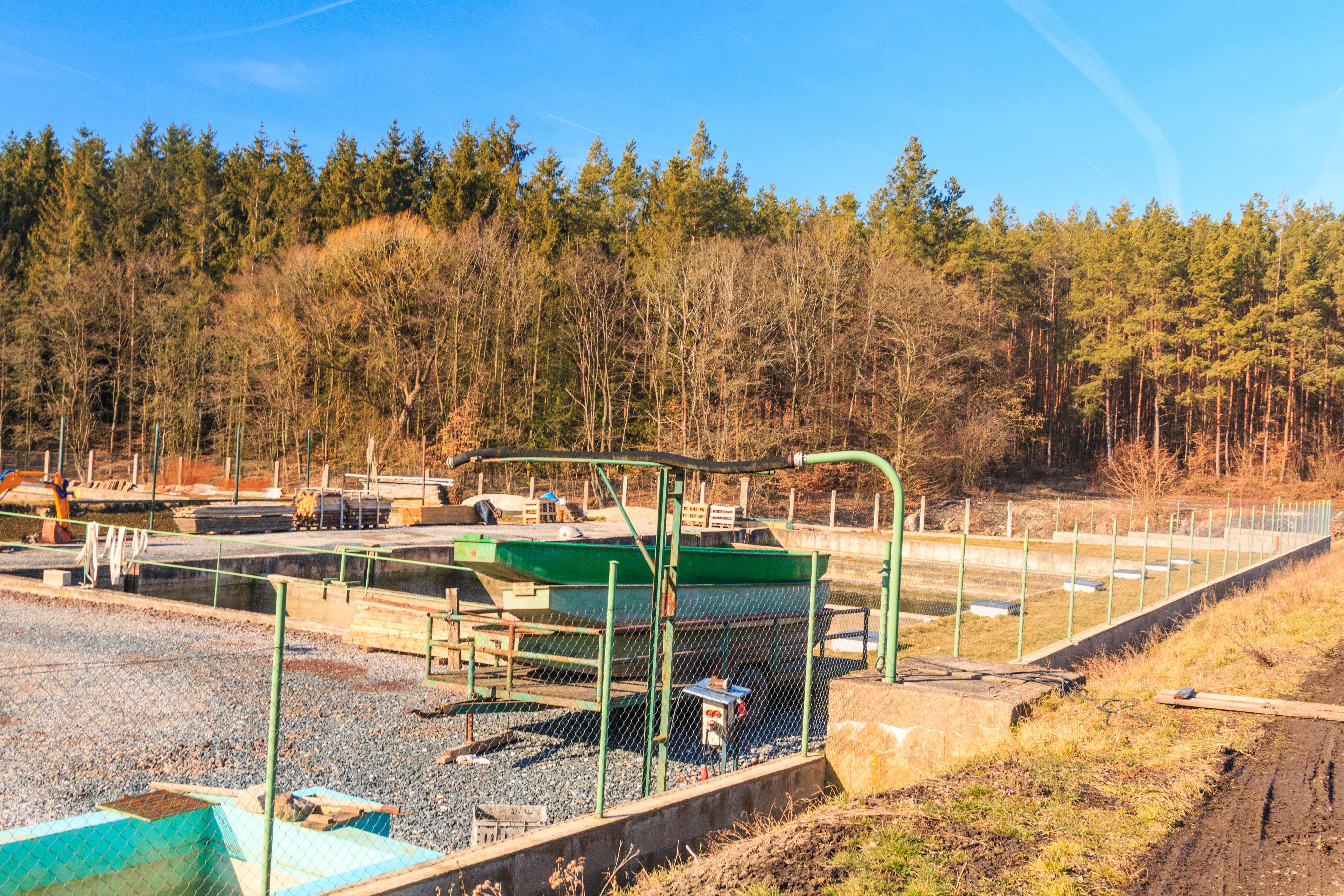
sádky pod hrází rybníka Bílek u Malého Nouzova